# David V. Gruzijski
David V. Gruzijski (gruz. დავით V, transliterirano: Davit' V; umro 1155.), iz dinastije Bagration, bio je kralj Gruzije 1154./1155. godine.
Bio je najstariji sin Dmitra I. U strahu da će Dmitar svog mlađeg sina Đuru učiniti prijestolonasljednikom, David je pokušao pobunu 1130. godine.  U konačnici, prisilio je oca da abdicira i David je postao kralj 1154. ili 1155. godine.
Gruzijska i armenska kronika nisu složne oko toga kolika je bila dužina i priroda vladavine Davida V., a ne slažu se ni oko okolnosti njegove tajanstvene smrti. Prema armenskom kroničaru Vardanu Areveltsiju, vladao je mjesec dana, a ubili su ga njegovi plemići Sumbat i Ivan Orbeli, koji su sklopili tajni sporazum s Davidovim mlađim bratom Đurom. Armenac Stepanos Orbelian, potomak klana Orbeli, pišući nedugo nakon Vardana, tvrdi da je David vladao dvije godine i poriče bilo kakvu obiteljsku umiješanost u kraljevo ubojstvo i kaže da se Đuro zakleo svom vladajućem bratu da će vladati samo dok Davidov sin Demna ne postane punoljetan, ali je potom odustao od svog zavjeta. Tvrdi da su Orbeli bili svjedoci ovog zavjeta i da su vodili pobunu 1177. da bi Demnu, koji je tada već bio punoljetan, vratili na njegov pravi položaj. Gruzijske kronike kažu kako je Davidova vladavina trajala šest mjeseci, ali pažljivo izbjegavajaju svako spominjanje okolnosti njegove smrti.